# Jevgenyij Nyikolajevics Brago
Jevgenyij Nyikolajevics Brago, oroszul: Евгений Николаевич Браго (Moszkva, 1929. március 1. – 2024. május 13.) olimpiai ezüstérmes és Európa-bajnok szovjet válogatott orosz evezős.

## Pályafutása
Az 1952-es helsinki olimpián nyolcasban ezüstérmet szerzett társaival. 1953 és 1955 között ugyanebben a versenyszámban három Európa-bajnoki címet szerzett.

## Sikerei, díjai
- Olimpiai játékok – nyolcas
  - ezüstérmes: 1952, Helsinki
- Európa-bajnokság – nyolcas
  - aranyérmes (3): 1953, 1954, 1955